# Karabin maszynowy Typ 99
Karabin maszynowy Typ 99 (99-Shiki) (jap. 九九式軽機関銃 kyūkyū-shiki (99-shiki) kei-kikanjū) – ręczny karabin maszynowy kalibru 7,7 mm opracowany w 1939 roku, używany przez Cesarską Armię Japońską w czasie II wojny światowej.
W 1936 roku do uzbrojenia armii japońskiej wprowadzono rkm Typ 96 kalibru 6,5 mm. W 1939 roku w związku z przyjęciem do uzbrojenia nowego karabinu Arisaka Typ 99 kalibru 7,7 mm, do uzbrojenia przyjęto zmodernizowaną wersję karabinu maszynowego Typ 96 przystosowanego do zasilania nabojem 7,7 mm, oznaczonego jako Typ 99.